# Махновський Геннадій Абрамович
Генна́дій Абра́мович Махно́вський (нар. 30 липня 1952, Харків) — український тренер з бадмінтону, заслужений тренер України (1999).

## Життєпис
1975 — закінчив Харківський політехнічний інститут (енергомашинобудівний факультет). Працював майстром на Харківському турбінному заводі.
1983—1995 — тренер ДЮСШ «Кіровець» (Харків).
1991 — заочно закінчив Харківський інститут фізкультури.
Від 2001 року — тренер у Школі вищої спортивної майстерності (Харків).
1990—2000 — викладач кафедри фізичного виховання НТУ «ХПІ».
Від 1995 року — головний тренер Національних збірних команд України з бадмінтону, зокрема від 2005 — чоловічої.
Член виконавчого комітету, голова тренерської ради Федерації бадмінтону України.
Брав участь в Олімпіадах (1996, 2000, 2008, 2012, 2016).
2018 року в Буенос-Айресі на III літніх Юнацьких Олімпійських іграх його вихованка Анастасія Прозорова здобула «срібло» у змаганнях змішаних команд.
Підготував 9 майстрів спорту міжнародного класу, 34 майстрів спорту.
Серед його вихованців — Наталія Головкіна, Наталія Єсипенко (Татранова), Дмитро Мизніков, Олена Прус, Валерій Атращенков, Ганна Кобцева, Анастасія Прозорова, Георгій та Геннадій Натарови, Євген та Артем Почтарьови.